# 동래학춤
동래학춤은 부산 동래 지방의 토속춤으로 한량들에 의해 즐겨 추어왔던 동래 덧배기춤의 한 유형이다. 고려대부터 조류 모형무가 있었다는 악학궤범의 기록으로 보아 그 형태는 다르나 동래학춤도 상당히 오래전부터 추어온 것으로 추정되고 있다. 검정갓과 흰 도포자락의 움직임이 마치 학이 나는 모습을 형상화 한 것이다. 
동래학춤은 1972년 9월19일 부산광역시 무형문화재 제3호로 지정되었다.

## 동래학춤의 특성
동래학춤에 대한 문헌기록이 없기 때문에 동래지역에 거주하는 고로들의 증언에 의하여 알 수 밖에 없다. 동래야류 기능보유자였던 故 신우언 (1899~1979)과 동래기영회 이사장 이였던 故 김인호, 현재 부산민속예술보존협회 이사장 겸 동래야류 예능보유자 문장원 등의 의견을 종합하면 다음과 같다. 동래학춤은 특정한 단체와 개인에 의해 독자적으로 형성되었다기 보다는 이 지방의 줄다리기와 야류 등과 깊은 관계가 있는 춤이다. 
동래에서는 예전부터 매년 정월 대보름을 전후로「큰줄땡기기」를 개최했다고 한다. 줄다리기에서 이긴 편에게는 그해 풍년이 든다고 해서 마을전체가 온통 축제분위기가 되는데 이때 학춤도 한몫 끼었다고 한다. 줄다리기가 끝난 후 동래야류의 본 마당에 들어가기 전에 길놀이를 하고, 놀이마당에서는 온 마을 사람들이 집단적으로 춤을 추고 함께 어울리는 자리에서 여러 가지 춤자랑이 벌어졌다. 요동춤, 두꺼비춤, 곱추춤, 병신춤, 홍두깨춤, 엉덩이춤, 문둥이춤등을 추는데 이때 어떤 이름난 춤꾼이 당시 흔히 입고 다니던 도포를 입고 갓을 쓰고 덧배기 춤을 멋있게 추니까 이것을 본 누군가가 '마치 학이 춤을 추는 것 같다.'라고 한 대서 동래학춤이라는 말이 나왔다고 한다. 
동래학춤은 도포차림에 민속악기인 사물굿거리 장단에 맞추어 추는 소박한 토속민속춤이다. 신우언은 "동래학춤은 한량들이 추는 춤사위의 기본형태와 크게 다를 바가 없다."고 하면서 원래 동래지방 한량들이 즐겨 추었던 동래 덧배기춤과의 유사성을 지적하였다.